# 잉그리아현

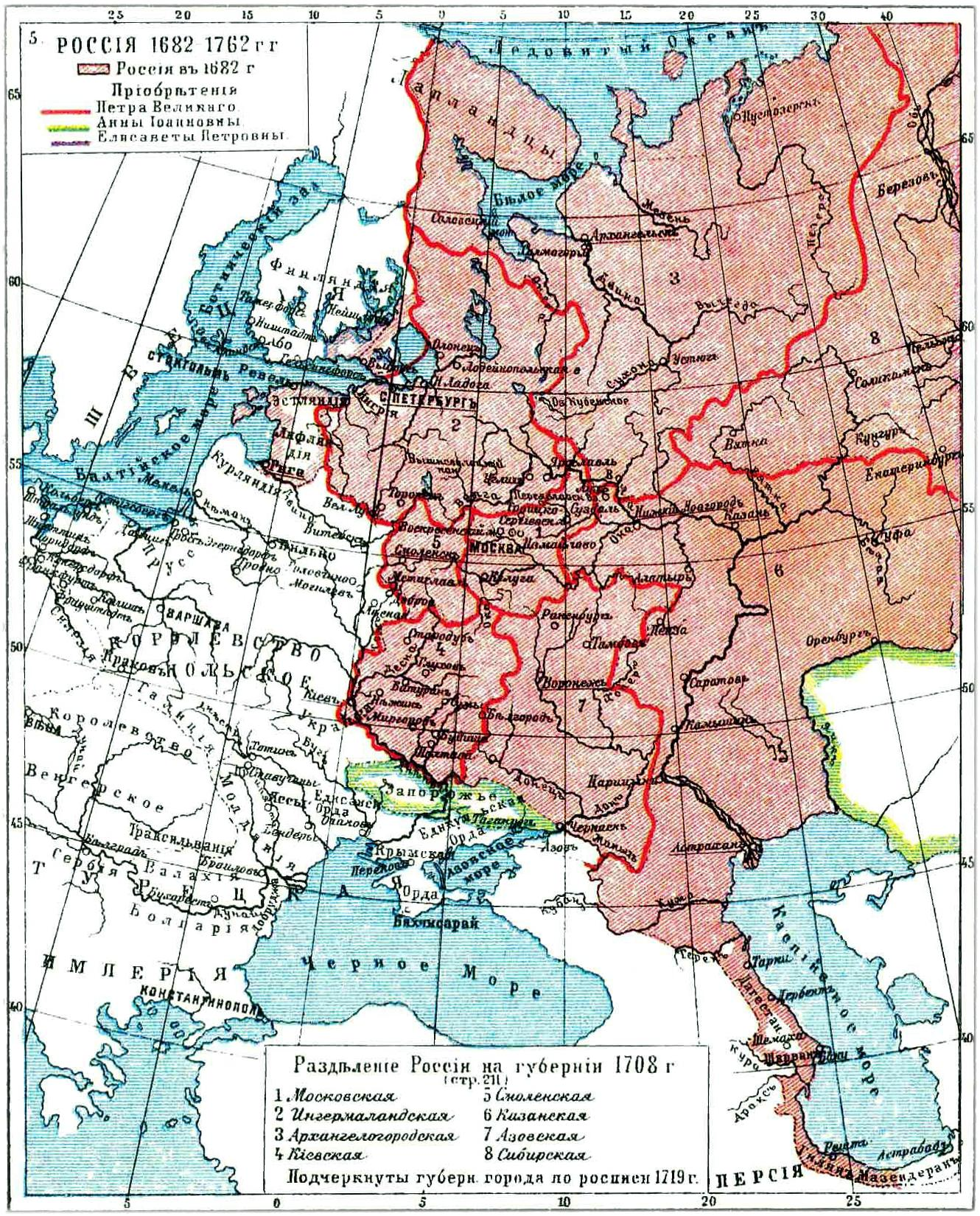
Ингерманландская губерния (2) на карте России в границах 1708

잉그리아현(러시아어: Ингерманла́ндская губе́рния)은 1702년에 표트르 대제가 잉그리아에 세웠던 러시아 제국의 현이었다. 1710년에는 상트페테르부르크현으로 통합되었다.